# Afrički kup nacija u hokeju na travi 2009.
8. Afrički kup nacija u hokeju na travi  održao se 2009. godine u Gani.
Krovna međunarodna organizacija pod kojom se održalo ovo natjecanje je Afrička hokejska federacija.

## Mjesto i vrijeme održavanja
Održao se u ganskom gradu Accri od 10. do 18. srpnja 2009., usporedno sa ženskim kupom.

## Sudionici
Sudjelovali su domaćin Gana, Egipat, JAR, Kenija i Nigerija.

## Vanjske poveznice
- (engl.) Afrička hokejska federacija